# 須坂市消防本部
須坂市消防本部（すざかししょうぼうほんぶ）は、長野県須坂市の消防部局（消防本部）。管轄区域は須坂市、上高井郡小布施町、高山村。
両町村は須坂市に常備消防事務を委託している。

## 概要
- 消防本部：長野県須坂市小山屋部町1306
- 管内面積：267.41km2
- 職員定員：93人
- 消防署1カ所、分署2カ所
- 主力機械（2016年4月1日現在）
  - 消防ポンプ車：4
  - タンク車：3
  - 屈折はしご車：1
  - 化学消防車：1
  - 10トン水槽車：1
  - 高規格救急車：5
  - 救助工作車II型：1
  - 支援車：1
  - 防災指導車：1
  - 指揮司令車：4
  - 連絡広報車：3

## 組織
- 本部
- 消防署

## 消防署
| 消防署       | 住所                 | 分署                                                  |
| ------------ | -------------------- | ----------------------------------------------------- |
| 須坂市消防署 | 須坂市小山屋部町1306 | 小布施：小布施町小布施1491-2 高山：高山村大字高井4609 |